# Niklas Alozie
Niklas Immanuel Alozie (* 14. Februar 2003 in St. Pölten) ist ein österreichischer Fußballspieler.

## Karriere
Alozie begann seine Karriere beim 1. FC Union Stein. Im März 2015 wechselte er in die Jugend des FK Austria Wien, bei dem er dann ab der Saison 2017/18 auch in der Akademie spielte. Im Februar 2018 wechselte er allerdings in die AKA Burgenland, in der er fortan sämtliche Altersstufen durchlief. Im Jänner 2020 wechselte er zum fünftklassigen ASK Neutal. Für Neutal kam er insgesamt zweimal in der II. Liga zum Einsatz.
Zur Saison 2021/22 wechselte Alozie zum viertklassigen SV St. Margarethen. Für St. Margarethen kam er zu 13 Einsätzen in der Burgenlandliga. Im Jänner 2022 zog er zum Regionalligisten ASV Draßburg weiter. Verletzungsbedingt spielte er für Draßburg aber nur dreimal in der Regionalliga Ost. Zur Saison 2022/23 wechselte er innerhalb der Liga zum ASV Siegendorf. Für die Burgenländer stand der Verteidiger 23 Mal auf dem Platz, mit Siegendorf stieg er zu Saisonende aber aus der Ostliga ab.
Zur Saison 2023/24 wechselte Alozie anschließend zum Zweitligisten SV Horn. Sein Debüt in der 2. Liga gab er im September 2023, als er am siebten Spieltag jener Saison gegen den SV Lafnitz in der 88. Minute für Alexander Joppich eingewechselt wurde. Bis zur Winterpause kam er viermal zum Einsatz. Im Jänner 2024 löste er seinen Vertrag in Horn wieder auf. Anschließend wechselte er zum Regionalligisten Favoritner AC. Bis Saisonende machte er für Favoriten zwölf Spiele in der Ostliga.
Zur Saison 2024/25 wagte er ein zweites Mal den Sprung in die 2. Liga und schloss sich dem First Vienna FC an, bei dem er einen bis 2025 laufenden Vertrag erhielt.